# Desmosoma lobipes
Desmosoma lobipes är en kräftdjursart som beskrevs av Oleg Grigor'evich Kussakin 1965. Desmosoma lobipes ingår i släktet Desmosoma och familjen Desmosomatidae. Inga underarter finns listade i Catalogue of Life.